# 大坝河 (英罗港)
大坝河，又称卖皂河，位于中华人民共和国华南地区，发源于广西壮族自治区博白县南部沙陂镇径口（老虎尾），西南流经荣飘村、飞洋村、大坝镇诸岭村、镇治、广东省廉江市高桥镇平山岗村、新李村、镇治等地，于廉江车板镇以西的车板盐场附近流入南海北部湾英罗港。 河长45千米，流域面积362平方千米。年均径流量1.68亿立方米。大坝河上游广西境内为低山丘陵，中下游广东境内为平原阶地。广东廉江境内流域中游建有红江农场，出产著名的红江橙。